# Nářečí češtiny

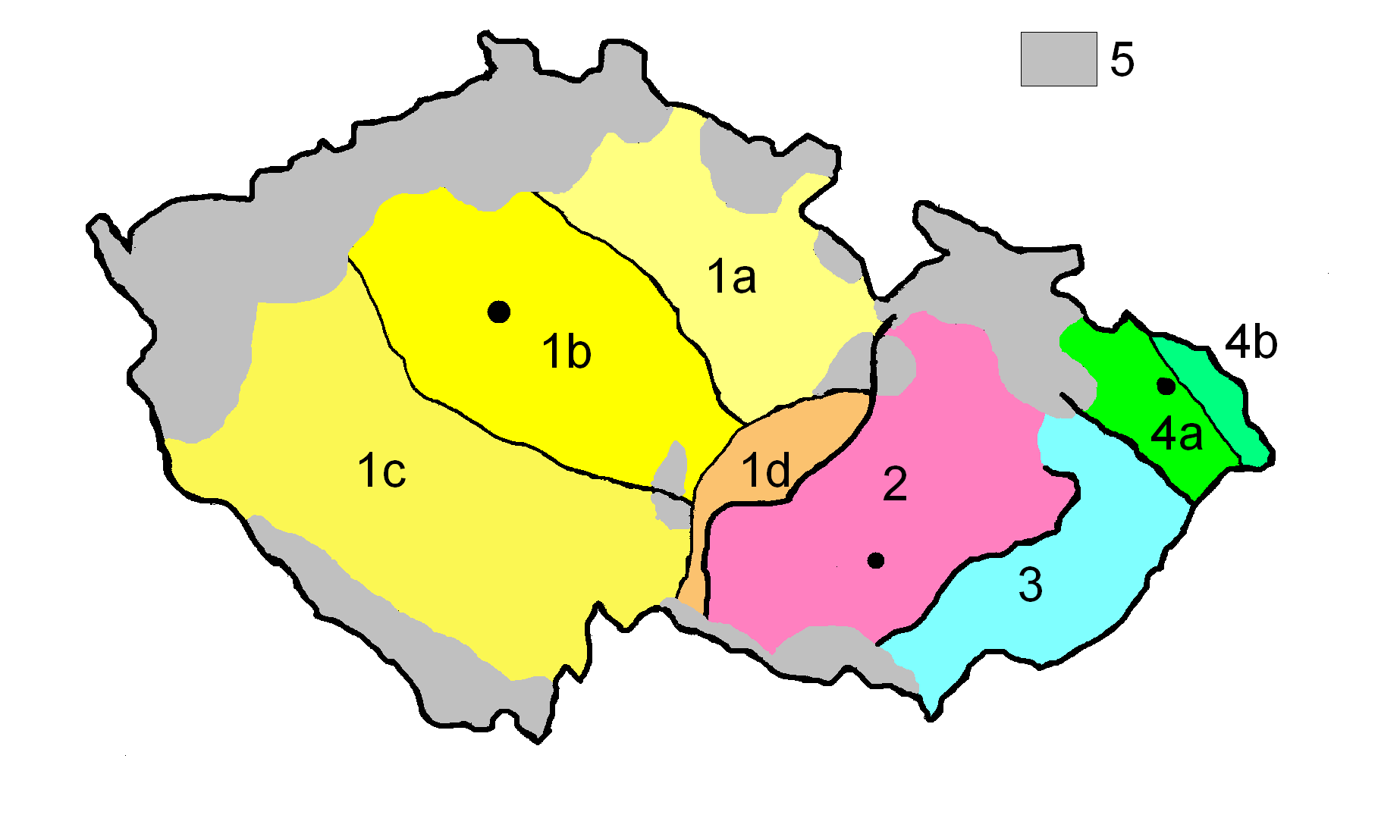
Nářečí češtiny:
1 – česká skupina (podskupiny: 1a – severovýchodočeská, 1b – středočeská, 1c – jihozápadočeská, 1d – českomoravská)
2 – středomoravská skupina
3 – východomoravská skupina
4 – slezská skupina (4a – slezskomoravská podskupina, 4b – slezskopolská podskupina)
5 – nářečně různorodé oblasti (bývalá německojazyčná území)

Nářečí češtiny jsou mluvené formy českého jazyka, omezené na určité oblasti Česka. Jednotlivá nářečí jsou si navzájem většinou srozumitelná. Vlivem médií a obecné češtiny se rozdíly mezi nimi stírají.
Přechod mezi českými a slovenskými nářečími je plynulý, tvoří jazykové kontinuum.
Nářečí českého jazyka se rozdělují do 4 skupin:
- Česká nářeční skupina (s obecnou češtinou jako interdialektem)
- Středomoravská nářeční skupina (hanácká)
- Východomoravská nářeční skupina (moravskoslovenská)
- Slezská nářeční skupina, která zahrnuje především nářečí slezskomoravská (lašská) a dále jako jednotku se zvláštním postavením (s ohledem na její smíšené zařazení, kde převažuje polština, popř. slezština nad češtinou) nářečí slezskopolská na území ČR.

Pohraniční území, osídlené před rokem 1945 převážně Němci, je nářečně různorodé. Nuceně vystěhované německé obyvatelstvo bylo nahrazeno českými obyvateli z různých oblastí, případně Slováky. V pohraničních oblastech Čech směřuje vývoj k obecné češtině. Na Moravě a ve Slezsku, kde se stýkali mluvčí až ze tří různých oblastí, k moravské variantě obecné češtiny, jíž ale (na rozdíl od Čech více i v polooficiálních projevech) významně konkuruje spisovná čeština.

## Historie

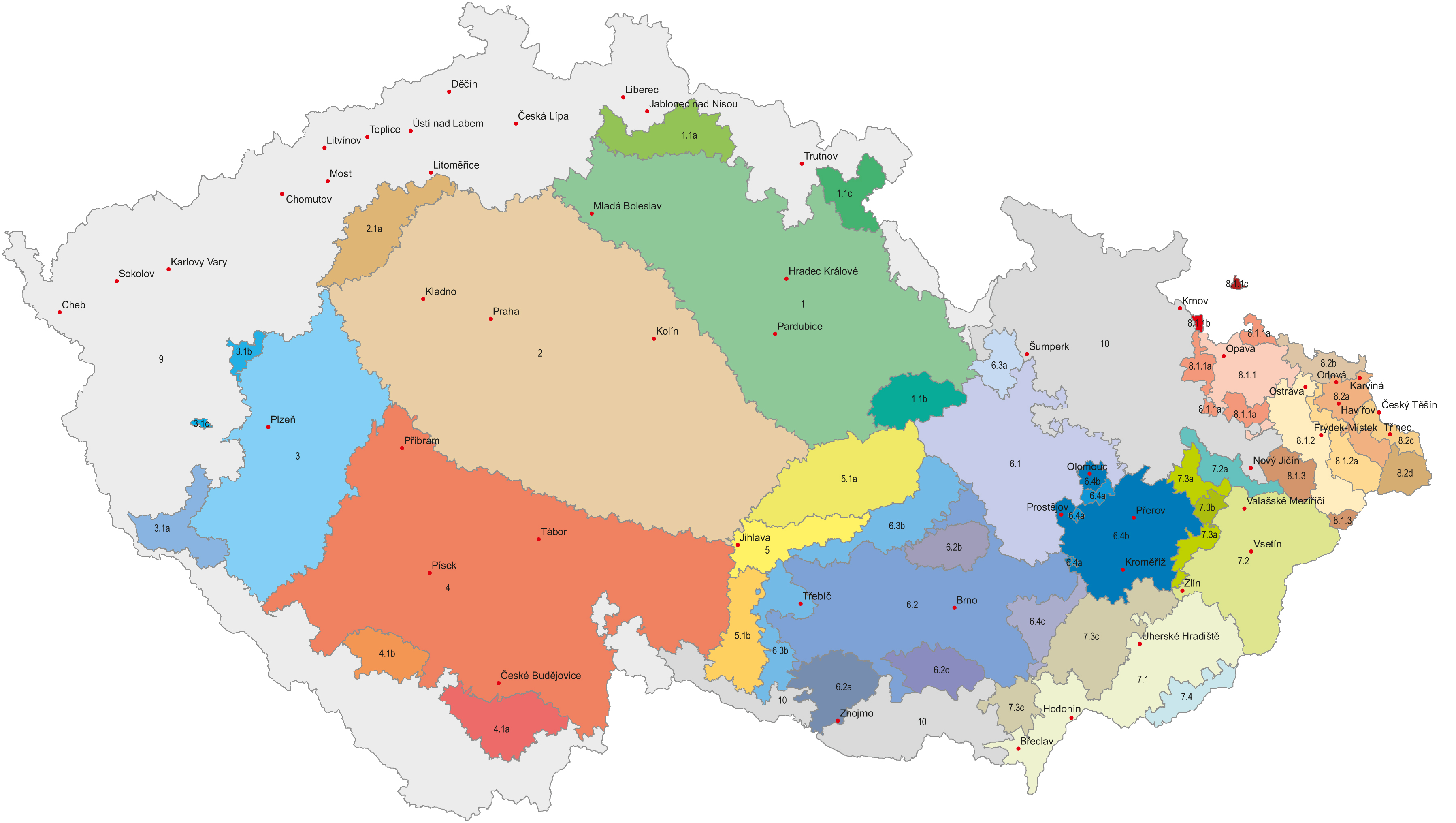
Podrobné členění nářečních skupin

Nářečí češtiny se dělí do skupin zejména podle rozdílů a změn v hláskosloví, které proběhly, případně neproběhly v jednotlivých regionech historických českých zemí. Od 15. století probíhaly v Čechách změny, které především výrazně odlišily češtinu od slovenštiny. Tyto změny však nezasáhly mnohé oblasti Moravy a Slezska. Nářečí na těchto územích se vyvíjela izolovaně. Uchovala si mnohé historické prvky, na druhou stranu se v nich objevily i inovace, které neměly větší územní přesah. V Čechách a na západě Moravy probíhal vývoj nářečí obdobně. Tato nářečí se vyznačují mnohými společnými prvky. Tato skupina vzájemně blízkých nářečí se označuje jako obecná čeština.
Zájem o rozdíly mezi jednotlivými nářečími českého jazyka lze najít v díle Jana Husa na počátku 15. století a zvláště pak v Gramatice české Jana Blahoslava (1571). První odbornou prací je Základové dialektologie československé, vzniklé roku 1864 pod vedením A. V. Šembery s přispěním např. B. Němcové či K. J. Erbena. Česká dialektologie se pak významně rozvíjela od začátku 20. století.
Od poloviny 20. století se vlivem sdělovacích prostředků stírají rozdíly mezi jednotlivými nářečími, vznikají nadnářeční útvary (interdialekty).

## Hlavní rysy
| Nářečí                                                       | česká | středomoravská                                                    | východomoravská                                                  | slezskomoravská | Spisovná čeština |
| ------------------------------------------------------------ | --- | ----------------------------------------------------------------- | ---------------------------------------------------------------- | --------------- | ---------------- |
| ý → ej (→ é)                                                 | Ano novej | Ano nové                                                          | Ne nový                                                          | Ne novy         | Ne nový          |
| ú → ou (→ ó)                                                 | Ano vedou | Ano vedó Ne (čuhácko) vedú                                        | Ne vedú                                                          | Ne vedu         | Ano vedou        |
| aj→ej (→é→í)                                                 | Ano dej | Ano dé, čuhácká dí                                                | Ne daj Ano přechodná dolská dej, kolem Ježova, Čeložic dí        | Ano dej         | Ano dej          |
| é → í/ý                                                      | Ano nový | Ne nové / novy (č. j., rod žen.), množné č. novy                  | Ne novéj (č. j., rod žen.), množné č. nové                       | Ne nove         | Ne nové          |
| Protetické v před o-                                         | Ano vokno; většina území Ne (protetické h) hokno; Chodsko Ne okno; místy v jihozápadočeské skupině (jen doudlebské nářečí) | Ano vokno; jižní a jihozápadní Morava Ne okno; ostatní území      | Ne okno                                                          | Ne okno         | Ne okno          |
| Rozlišování i ~ y                                            | Ne | Ne                                                                | Ne ve slováckých; Ano ve valašských                              | Ano             | Ne               |
| Rozlišování l ~ ł                                            | Ne; Ano sporadicky v jihozápadočeské skupině (např. doudlebské nářečí)                                                     | Ne;Ano ve východní oblasti Hané                                   | Ano                                                              | Ano             | Ne               |
| Ř                                                            | Ano | Ano                                                               | Ano; Ne pouze v podskupině kopaničářského nebo charvátského typu | Ano             | Ano              |
| Opozice délky samohlásek                                     | Ano | Ano i Ne, délky Ý / Í a Ú / Ů jsou zcela nebo částečně redukované | Ano                                                              | Ne              | Ano              |
| Spodoba znělosti před jedinečnými souhláskami a samohláskami | Ne [kʔoknu] | Ano, pouze na východě [goknu]                                     | Ano [goknu]                                                      | Ano [goknu]     | Ne [kʔoknu]      |